# Feltámadás (vallás)
A feltámadás vagy anasztázis (a görög ανά-στασης anasztaszisz szóból, melynek jelentése ’valakit felállítani’) a halálból való újjászületés, az élet újrakezdése. Leggyakrabban egy személy lelkének és testének túlvilági újraegyesülésével társul, vagy néha azzal, hogy valaki a halálból feltámad vagy valakit feltámasztanak.
Nem összetévesztendő a klinikai halál állapotából való visszatéréssel. Mint természetfeletti, a tudomány által nem megmagyarázható esemény elsősorban a fő ábrahámi vallásokban található meg. 
A keresztény hit középpontjában Jézus kereszthalálát követő feltámadása, majd mennybemenetele és a világ végét követő feltámadás áll, amikor Isten mindenkit megítél az élete alapján. A halottak egyetemes feltámadása az ábrahámi vallások eszkatologikus hite. A keresztények, zsidók és a muszlimok szerint a végítéletkor minden valaha élt ember fel fog támadni.
A keleti vallásokban hasonló a reinkarnáció tana, amely alapján az élőlények visszatérnek, hogy egy másik testben szülessenek meg (szanszára).

## A különböző vallásokban
A feltámadásról már néhány ősi, nem ábrahámi vallás ír a Közel-Keleten. Az ókori egyiptomi és kánaáni-föniciai vallások olyan meghaló és feltámadó istenekben hittek, mint például Ozirisz és Baál. 

### Ókori egyiptomi vallás
Az Amarna-levelek alapján az ókori egyiptomi vallásban hittek abban, hogy a halottak "feltámadása" azonnali, azaz az egyén a halála után a láthatatlan világban tovább él.

### Zoroasztrizmus
A zoroasztrizmus szól az utolsó ítéletről és a halottak feltámadásáról. 

### Hinduizmus
A hinduizmus a lélekvándorlásban (szanszára) hisz. Bizonyos szövegek egyes személyek feltámadására is utalnak, azaz egy magas szintre emelkedett guru vagy szent képes feltámadni vagy mást feltámasztani.

### Buddhizmus
A buddhizmus tanai alapján – a hinduizmushoz hasonlóan, – az élőlények a folyamatosan ismétlődő születés és halál sorozatában élnek.

### Iszlám
A világ végén bekövetkező általános feltámadásba (arab: البعث بعد الموت) vetett hit kulcsfontosságú a muszlimok számára. A Korán a testi feltámadásra helyezi a hangsúlyt, szakítva az iszlám előtti arab halálfelfogástól.

### Egyéb
A spiritizmus szerint a feltámadás egy spirituális világban közvetlenül a fizikai test halála után következik be. 

## Kereszténység
A jövőben bekövetkező feltámadásban való hitet két fő kategóriára oszthatjuk:
1. az egyének halála utáni feltámadásába vetett hit (pl. keresztény idealizmus),
2. a világ végén a végítéletkor bekövetkező, minden ember általános, testi feltámadása.

### Ószövetség
Az első emberpár megteremtésekor halhatatlan volt, de Ádámnak és Évának azonban csak feltételes volt a halhatatlansága. A halhatatlanság még nem volt az övék; csak a lehetősége állt előttük annak, hogy azt végleg megszerezzék; de a bűnesettel elvesztették azt. Keresztény értelmezés alapján mivel az ember bűnt követett el, tökéletlen lett, az utódai sem örökölhették tőle az örök életet (→ eredeti bűn). A feltámadás viszont az első emberpárnak és minden utódjának az örök élet reményét nyújtja.
A feltámadás Ábrahám  Jób  és Dániel próféta  hitének alapja volt.
A feltámadásról ószövetségi esetek:
- Illés próféta feltámasztja a szareptai asszony fiát [10]
- Elizeus feltámasztja a súnemi asszony fiát [11]
- Elizeus teteme fölé fektetett halott feltámad [12]

### Jézus kora
A zsidó vallásban már Krisztus előtt megjelennek a feltámadás reményének csírái. Jézus idejében a Tórát tisztelő  szadduceusok csoportja nem hitt a feltámadásban, míg a farizeusok hitték azt.
Jézus az Újszövetség alapján maga is feltámasztott embereket:
- Naimi ifjú (Lk 7,11-17)
- Jairus leánya (Mt 9,18-26), (Mk 5,21-43), (Lk 8,40-56)
- Lázár (Jn 11,1-44)

Kereszthalála után harmadnap maga is feltámadt.
A kereszténység Jézus Krisztus halálának és feltámadásának hitére épül: 
„Ha pedig Krisztus nem támadt fel, nincs értelme a mi tanításunknak, s nincs értelme a ti hiteteknek sem.”
A keresztény világban a húsvét ünnepe máig erre az eseményre épül.
Jézus, miután győzött a halálon, kijelentette: „Én vagyok a feltámadás és az élet”. Majd ezt tanította a követőinek:
„És aki csak él és hisz én bennem, soha meg nem hal”. „Ha valaki megtartja az én beszédemet, nem kóstol halált soha”.
A katolikus teológia Jézus feltámadását hittitoknak hirdeti. A Bibliában található utalások miatt is azt tanítja, hogy Isten az egyszülött gyermekét adta a világnak. Ami azt jelenti, hogy Isten annyira szereti az embereket, hogy gyermekét is feláldozza, hogy utána a feltámadással a harmadik napon megdicsőítse - azaz példát mutasson az embereknek, van élet a halál után. Ez a „jó hír” (evangélium) megpecsételődik azzal, hogy Krisztus feltámadása után megjelenik tanítványainak. Krisztus tanítóéveiben azt tanította, hogy aki meg akarja tartani az életét az elveszti, aki elveszti ő érte az megtartja életét. A keresztények azt a tanúságot vonták le, hogy aki a test kívánalmainak él, az elkárhozik, aki viszont szent életet él, önmegtartóztatással lemond a test kéréseiről, az majd visszakapja, hogy feltámadással, vagy mennybevétellel az hittitok.

### Korai keresztények
Az Újszövetség alapján az apostolok halottakat támasztottak fel:
Péter apostol a joppéi Dorkászt (Tábithát)  Pál Kis-Ázsiában a balesetben elhunyt Eutikhuszt támasztotta fel.
A 2. századi Iréneusz még beszélt a korának feltámasztási eseteiről. Öt könyvből álló művében így ír::
"Sok híre még, hogy az apostolok imádság által halottakat támasztottak fel, és a (jelen) testvéri gyülekezetben is sokszor előfordult: szükséghelyzetben az egész helyi egyház böjtöléssel és buzgó könyörgéssel imádkozott, és az elhunyt lelke visszatért, és az ember a szentek imáinak volt köszönhető. Akik valóban (Krisztus) tanítványai, tőle kapják a kegyelmet, és az ő nevében használják fel arra, hogy jót tegyenek a többi emberrel. Egyesek ördögöket űznek ki, mások előre ismerik az eljövendő eseményeket, prófétai látomásokkal és szavakkal rendelkeznek, ismét mások kézrátétellel meggyógyítják a betegeket és helyreállítják az egészségüket .. és mint mondtuk, halottakat is feltámasztottak, akik (még) számos éven át velünk maradtak..."

### Végső feltámadás
A halottak a világ végén való általános feltámadása egy keresztény dogma.
A hívők reménykednek Krisztus visszatérésében, aki a halottakat feltámasztja. A végítéletkor minden ember feltámad, ki kárhozatra, ki örök életre.
A keresztény vallási irányzatok között vita van arról, hogy milyen feltámadásról van szó a Bibliában: 
- az üdvözültek természetfeletti szellemi testtel (mint az angyalok) kerülnek az égbe vagy a mennyországba,
- vagy helyreállított emberi testtel az Új Földre.

A legtöbb protestáns felekezet halottakról szóló tanítása nem tér el lényegesen, kivételt képeznek az adventizmus egyes felekezetei, például a hetednapi adventisták és a Jehova Tanúi, akik hiszik, hogy a feltámadásig a halottak szellemileg egy öntudatlan, alváshoz hasonló állapotban vannak.

## Feltámadás és feltámasztás
A materialista álláspont szerint a feltámadás az, ha egy ember a halál állapotából hosszabb-rövidebb időre visszatér az életbe. A bibliai elbeszélések közül ilyenek Lázár (Jn 11,1-44) és Jairus leánya (Mk 5,22köv) vagy a naimi ifjú (Lk 7,11-17), akiket éppen Jézus támasztott fel. Az elbeszélés szerint ők már meghaltak, mégis egy időre visszatértek az életbe, hogy aztán később végleg meghaljanak. 
A történelem folyamán sok ehhez hasonló feltámasztás történt, némelyek talán hiteltelenek. Napjainkban azonban egyre többen térnek vissza a klinikai halál állapotából, hogy aztán végleges halálukig még éljenek. Jézus Krisztus feltámadása lényegileg más. A keresztények hitének lényege, hogy Jézus feltámadt és azóta sem halt meg, hanem még ma is él.
Jézus Krisztus feltámadása a keresztények számára azt jelenti, hogy Jézus nemcsak volt, hanem van is. Ő ma is él, „ott ül az Atyának jobbján és újra eljön dicsőségben ítélni élőket és holtakat” (nikaia–konstantinápolyi hitvallás, írásba foglalták legkésőbb i. sz. 381).

## A feltámadás és a tudomány
Jézus feltámadása nem tudományos tény. A feltámadottal való találkozásról szóló beszámolók, azt állítják: olyan dologgal állunk szemben, ami túlmutat az emberi tapasztalaton, ezért tudományosan sem vizsgálható.  

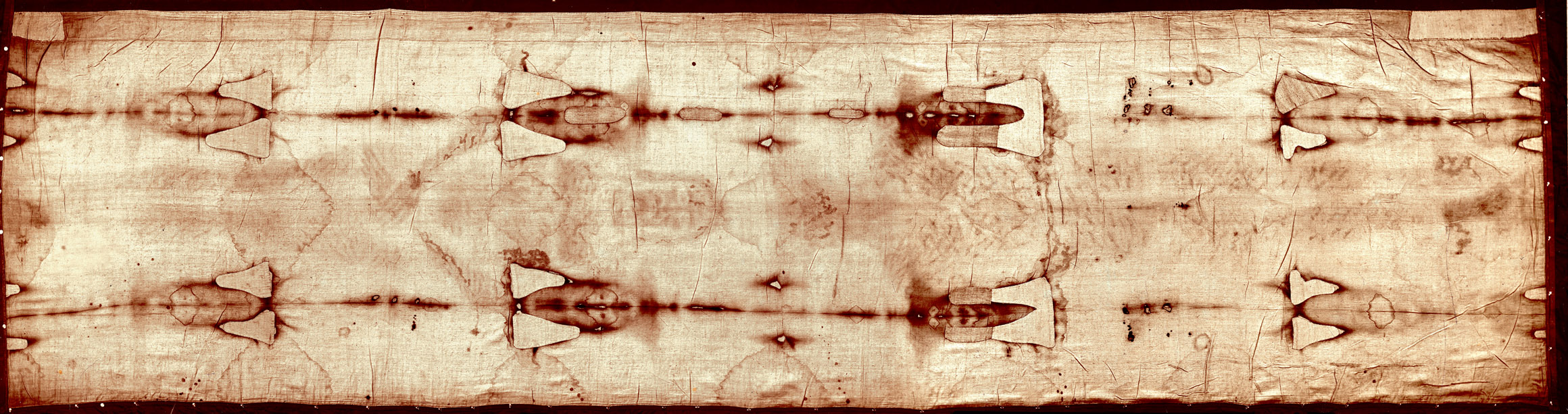
A torinói lepel

A torinói lepellel kapcsolatosan nincsen biztos tudományos bizonyíték arra, hogy Jézust ábrázolja, sem azt, hogy feltámadt. A lepel tudományos vizsgálatára létrejött egy új tudomány, a szindonológia, melynek feladata összegyűjteni - és valószínűsíteni - tudományos tényeket arról, mikor keletkezhetett a lepel, mi és ki látható rajta és a legizgalmasabb kérdés, hogyan került rá egy emberi alak lenyomata. Ez utóbbi kérdésre máig nincs egyértelmű válasz, mert a lepel rajzolatát a fonalszálak elroncsolódása adja. A többi kérdésre viszont a tudományos kutatások meglepően érdekes megállapításokat tettek. A leplen kirajzolódó férfi testének lenyomatán észrevehető a korbácsolás, a szegek nyoma, a mellkasába szúrt hegyes tárgy nyoma, a vállán cipelt nehéz súly miatti horzsolás nyoma stb.
A keresztények szerint a feltámadásban való hitnek alapot nyújt Jézus kortársainak tapasztalata, amelyet írásos formában a Bibliában rögzítettek. Az egyik, de talán kevésbé döntő beszámoló arról szól, hogy Jézus sírját, harmadnapon üresen találták azok, akik a holttestet szerették volna olajjal bekenni. E jelenség sokféleképp megmagyarázható. Még a Biblia írói is beszámolnak arról, hogy a zsidók egy tanácskozáson lefizették az embereket, hogy azt híreszteljék, a tanítványok lopták el a holttestet. Sokkal meggyőzőbbek azok a beszámolók, melyek arról szólnak, hogy emberek (Pál apostol szerint a tanítványokon kívül 500-an) találkoztak a feltámadott Jézussal. Az elbeszélések arról tanúskodnak, hogy Jézus nem mint szellem, hanem, mint hús-vér ember volt velük a feltámadása után, aki még evett is velük. Jézus testén látszottak a szenvedésének nyomai. E beszámolók alapja tudományosan nem vizsgálható.

## Művészi ábrázolásai
Jézus feltámadásának egyetlen tanúja sem volt. A szemtanúk arról számolnak csak be, hogy a sír, amelybe Jézus Krisztus holttestét tették üres volt, illetve több százan találkoztak a feltámadt Jézussal.
Mint a keresztény egyháztörténet egyik legfontosabb eseményének művészi megfogalmazása mindmáig kiemelkedő témája mind a népi-, mind a nagyművészeteknek. Az alkotások templombelsőktől múzeumokig és ünnepi felvonulások ereklyeszobraiként számtalan helyen és időben láthatóak és felfedezhetőek.

## Ábrázolása a képzőművészetben

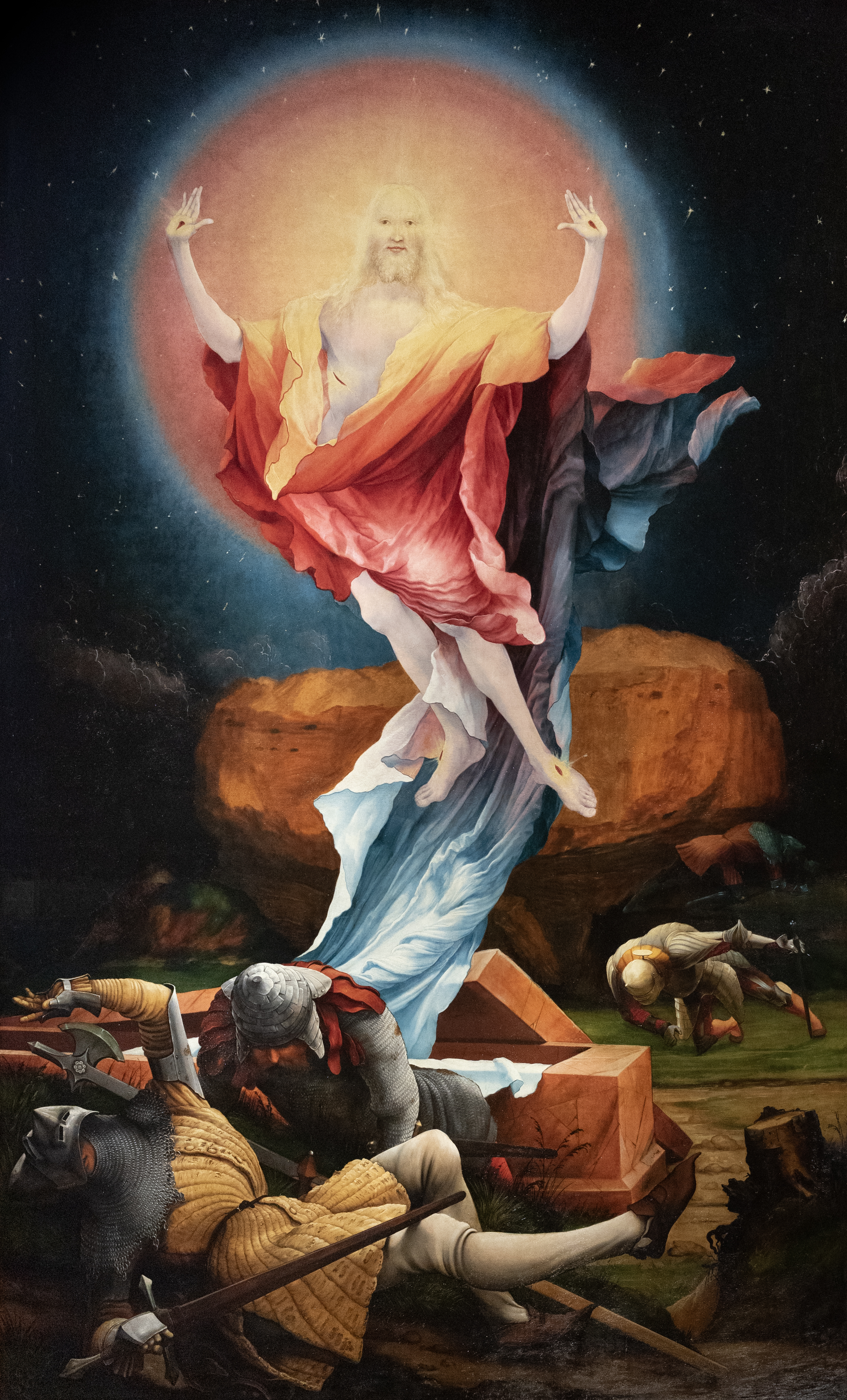
Matthias Grünewald: Isenheim oltár -  Feltámadás, Colmar, Franciaország
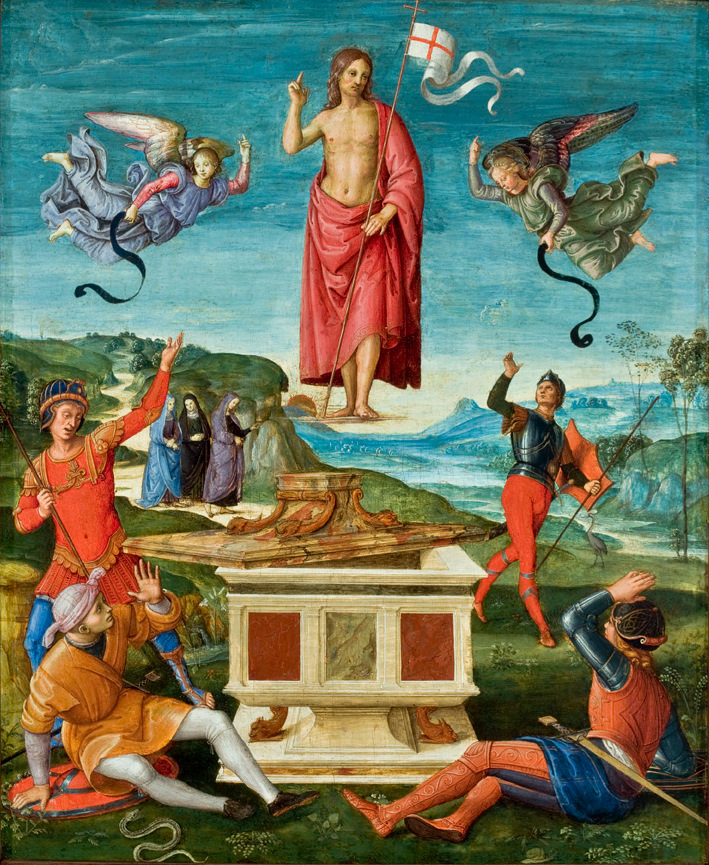
Raffaello Sanzio: Krisztus feltámadása
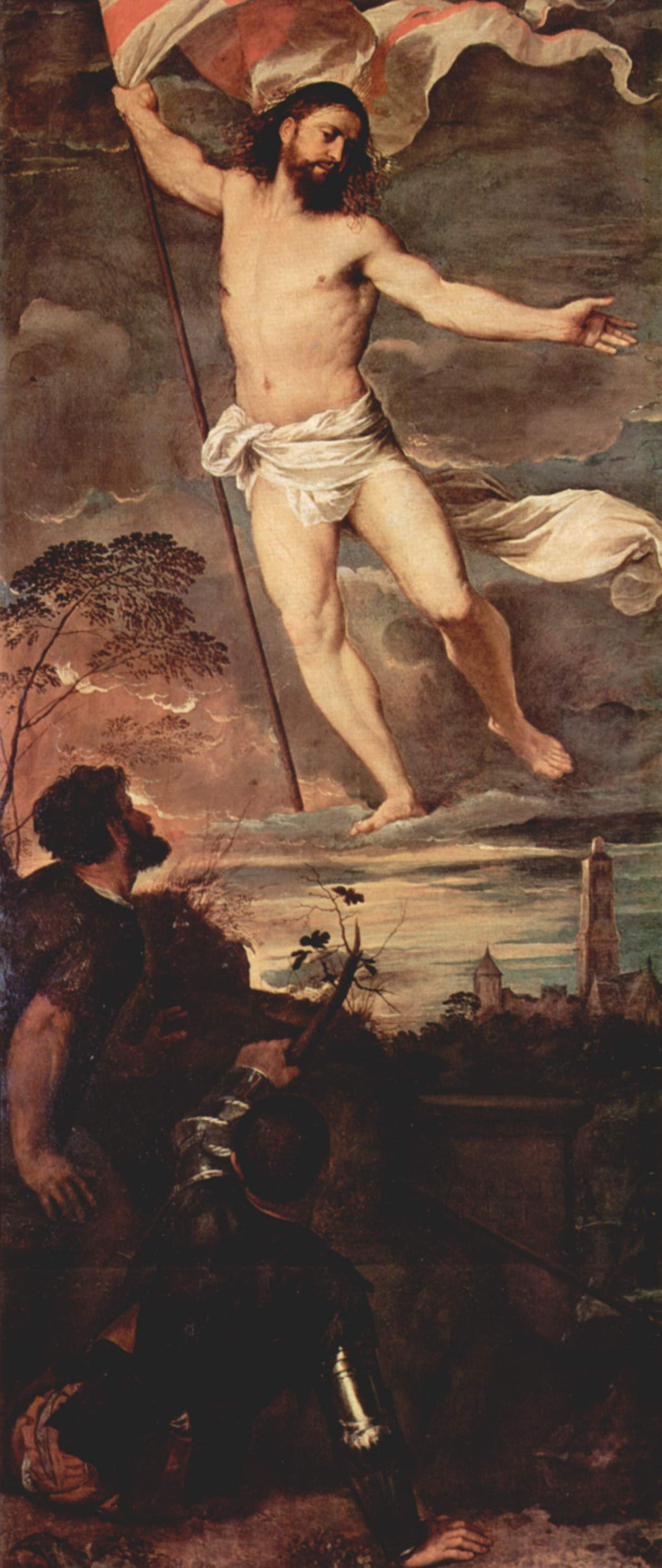
Tiziano Vecellio: Feltámadás
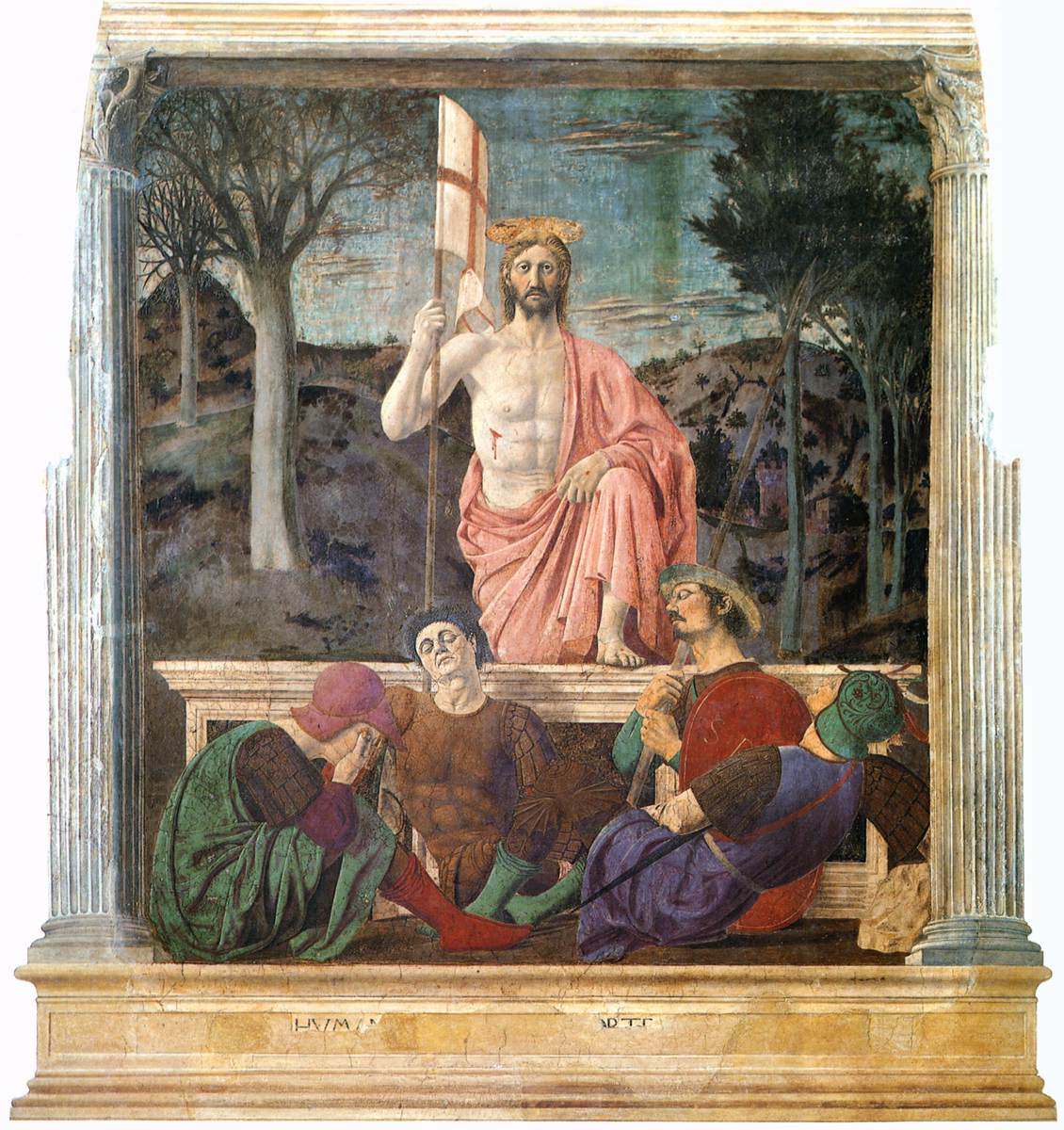
Piero della Francesca - Feltámadás, Sansepolcro, Olaszország
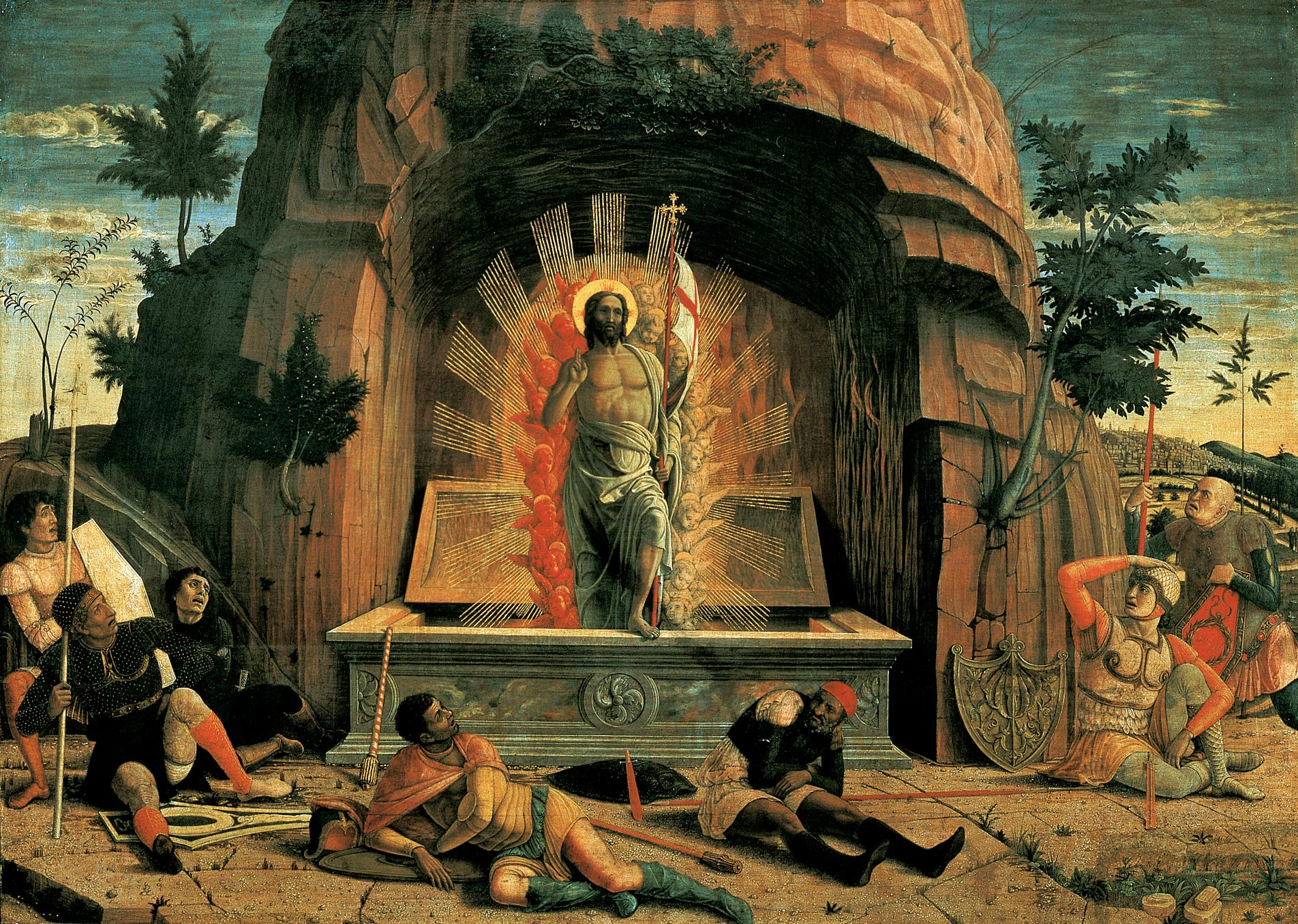
Andrea Mantegna - Feltámadás (1457-1459)